# Robert Baldwin
Robert Baldwin (12 de mayo de 1804 – 9 de diciembre de 1858) nació en York (hoy Toronto). Junto con su compañero en la política Louis-Hippolyte Lafontaine, lideró el primer ministerio responsable en la historia de Canadá, que algunos consideran el primer gobierno realmente canadiense.

## Biografía
Su padre fue William Warren Baldwin (†1844), había emigrado a Alto Canadá desde Irlanda en 1798; si bien era un hombre con cierta riqueza, una buena familia y un miembro devoto de la Iglesia de Inglaterra, él se oponía a la oligarquía religiosa y política que por ese entonces campeaba a la cabeza del gobierno en Canadá, y por ello educó a su hijo con esos principios. 
Robert Baldwin se convirtió en abogado en 1825. En 1829 fue elegido miembro del Parlamento de Alto Canadá en representación del pueblo de York, pero fue derrotado al año siguiente y se retiró por algún tiempo a su vida privada. Durante los próximos seis años abogó en forma sistemática por el establecimiento de un gobierno responsable como la cura a los problemas políticos y económicos de la época, al extremo que se lo conocía por el apelativo de "el hombre de una sola idea." En 1836 fue convocado por Sir Francis Bond Head (1793 – 1875), el Lieutenant Governor, a incorporarse al Concejo Ejecutivo, pero pronto se dio cuenta de que no tenía ninguna influencia en sus decisiones, y que era obligado a avalar decisiones con las que no estaba de acuerdo, por lo que renunció al cabo de un mes de su nombramiento. Si bien era un reformador moderado, desaprobó con énfasis la rebelión de 1837 – 1838. 